# Blurred Lines
«Blurred Lines» — песня, записанная американским певцом Робином Тиком при участии музыканта и продюсера Фаррелла Уильямса и рэпера T.I. в качестве вокалистов. Релиз состоялся 26 марта 2013 года на лейбле Star Trak Entertainment. Песня стала первым синглом с одноимённого альбома Blurred Lines. Blurred Lines стал международным хитом № 1 в 24 странах, включая американский (Billboard Hot 100, 12 недель), британский (UK Singles Chart) и другие (Австралия, Германия, Канада, Франция).
Сингл был номинирован на 2 премии Грэмми на 56-й церемонии (26 января 2014 года), включая такие категории как Лучшая запись года и Лучшее поп-исполнение дуэтом или группой (оба раз уступив песне Get Lucky).

## История
В США песня дебютировала на 94 месте в чарте Billboard Hot 100 в мае 2013 года, затем постепенно поднималась вверх (№ 89 → 70 → 54→ 12) в итоге дойдя № 1.
14 мая 2013 Робин Тик впервые представил песню вживую на шоу NBC’s The Voice (совместно с Фарреллом и T.I.), 16 мая было его выступление на шоу The Ellen DeGeneres Show (вместе с Фарреллом и тремя моделями). 30 мая прошло живое выступление Робина с этой песней в финале немецкого конкурса Germany’s Next Topmodel, Cycle 8 вместе с его 20 участниками на стадионе САП-Арена в Мангейме.
Музыкальный видеоклип (с участием трёх известных топ-моделей: Эмили Ратаковски, Джесси М’Бенг и Эль Эванс) был снят клипмейкером и хореографом Дайан Мартел и вышел 20 марта 2013. Клип был снят в двух вариантах, единственное различие между которыми заключается в том, что в первом из них модели снимались топлес; первый вариант был выложен на портале YouTube, затем поспешно забанен и убран, но вскоре загружен снова.
Сингл стал успешным и возглавил несколько американских чартов (Billboard Hot R&B/Hip-Hop Songs, Pop Songs, Billboard R&B Songs), включая основной Billboard Hot 100, что позволило Робину Тику впервые стать лидером общенационального хит-парада США (12 недель на № 1). Для Фаррелла Уильямса это уже 3-й чарттоппер, а для T.I. 4-й хит № 1 в США.
К 3 июля 2013 года общий тираж сингла Blurred Lines составил 2 406 000 копий в США. К апрелю 2015 года тираж составил 7,380,000 копий в США, что сделало сингл 8-и цифровым бестселлером в рок-истории Соединённых Штатов.
В Канаде тираж в 2013 году составил 692,000 копий (706,000 во всех версиях и на всех носителях).

## Суд и Марвин Гэй
11 марта 2015 года суд присяжных в США постановил, что авторы песни «Blurred Lines» скопировали композицию американского соул-певца Марвина Гэя. Эксперты пришли к выводу, что некоторые инструментальные партии «Blurred Lines» почти полностью повторяют партии песни «Got To Give It Up». Семье покойного Марвина Гэя присудили 7,3 млн долларов в качестве компенсации.

## Кавер-версии
Группы Queens of the Stone Age, Vampire Weekend и The Mend представили свои кавер-версии песни.
Кавер-версия песни была исполнена в музыкальном телесериале Хор (Glee) в эпизоде «The End of Twerk» (5-й сезон Хора), который вышел 14 ноября 2013 года.

## Список композиций
- Digital download

1. «Blurred Lines» (при участии Pharrell Williams и T.I.) — 4:22[25]

- UK single[26]

1. «Blurred Lines» (при участии Pharrell Williams и T.I.) [Clean] — 4:22
2. «Blurred Lines» (при участии Pharrell & T.I.) [Laidback Luke Remix] — 4:39

- Germany single[27]

1. «Blurred Lines» (при участии Pharrell Williams) [No Rap Version] — 3:50
2. «Blurred Lines» (при участии Pharrell и T.I.) [Laidback Luke Remix] — 4:40
3. «Blurred Lines» (при участии Pharrell Williams и T.I.) [Music Video] — 4:33
4. «Blurred Lines» (при участии Pharrell Williams и T.I.) [Music Video — Clean] — 4:33

- EP[28]

1. «Blurred Lines» (при участии Pharrell Williams и T.I.) — 4:23
2. «Blurred Lines» (при участии Pharrell & T.I.) [Laidback Luke Remix] — 4:40
3. «When I Get You Alone» — 3:36
4. «Lost Without U» — 4:14
5. «Magic» — 3:53
6. «Sex Therapy» — 4:35

## Чарты и сертификация
| Чарт (2013—14)                                     | Высшая позиция |
| -------------------------------------------------- | -------------- |
| Австралия (ARIA)                                   | 1              |
| Австрия (Ö3 Austria Top 40)                        | 1              |
| Бельгия/Фландрия (Ultratop 50)                     | 1              |
| Бельгия/Валлония (Ultratop 50)                     | 2              |
| Бразилия (Billboard Brasil Hot 100)                | 1              |
| Бразилия Hot Pop Songs                             | 1              |
| Канада (Billboard Canadian Hot 100)                | 1              |
| Чехия (Rádio — Top 100)                            | 10             |
| Дания (Tracklisten)                                | 2              |
| Финляндия (Suomen virallinen lista)                | 14             |
| Франция (SNEP)                                     | 1              |
| Германия (GfK)                                     | 1              |
| Венгрия (Dance Top 40)                             | 26             |
| Венгрия (Rádiós Top 40)                            | 1              |
| Iceland (Tónlist)                                  | 2              |
| Ирландия (IRMA)                                    | 1              |
| Израиль (Media Forest)                             | 1              |
| Италия (FIMI)                                      | 2              |
| Japan (Japan Hot 100)                              | 32             |
| Mexico Ingles Airplay (Billboard)                  | 2              |
| Нидерланды (Dutch Top 40)                          | 1              |
| Новая Зеландия (Recorded Music NZ)                 | 1              |
| Норвегия (VG-lista)                                | 2              |
| Philippines (Over-All Top 20)                      | 11             |
| Польша (Polish Airplay Top 100)                    | 1              |
| Польша (Dance Top 50)                              | 1              |
| Португалия (Billboard Portugal Digital Song Sales) | 1              |
| Шотландия (OCC Scotland)                           | 1              |
| Словакия (Rádio — Top 100)                         | 2              |
| Южная Африка (EMA)                                 | 1              |
| Испания (PROMUSICAE)                               | 1              |
| Швеция (Sverigetopplistan)                         | 6              |
| Швейцария (Schweizer Hitparade)                    | 1              |
| Великобритания (OCC UK Singles)                    | 1              |
| США (Billboard Hot 100)                            | 1              |
| США (Billboard Adult Contemporary)                 | 7              |
| США (Billboard Adult Pop Airplay)                  | 1              |
| США (Billboard Dance Club Songs)                   | 3              |
| США (Billboard Hot R&B/Hip-Hop Songs)              | 1              |
| США (Billboard Pop Airplay)                        | 1              |
| США (Billboard Rhythmic)                           | 1              |

| Чарт (2013)                              | Позиция |
| ---------------------------------------- | ------- |
| Австралия (ARIA)                         | 2       |
| Австрия (Ö3 Austria Top 40)              | 2       |
| Бельгия (Ultratop 50 Flanders)           | 3       |
| Бельгия (Ultratop Flanders Urban)        | 2       |
| Бельгия (Ultratop 50 Wallonia)           | 6       |
| Канада (Canadian Hot 100)                | 1       |
| Колумбия (National-Report)               | 39      |
| Дания (Tracklisten)                      | 3       |
| Франция (SNEP)                           | 2       |
| Германия (Media Control)                 | 2       |
| Венгрия (Rádiós Top 40)                  | 5       |
| Ирландия (IRMA)                          | 1       |
| Израиль (Media Forest)                   | 3       |
| Италия (FIMI)                            | 4       |
| Япония (Japan Hot 100)                   | 60      |
| Молдавия (Media Forest)                  | 21      |
| Нидерланды (Dutch Top 40)                | 1       |
| Нидерланды (Mega Single Top 100)         | 2       |
| Новая Зеландия (Recorded Music NZ)       | 1       |
| Филиппины (Over-All Top 20)              | 19      |
| Испания (PROMUSICAE)                     | 4       |
| Швеция (Sverigetopplistan)               | 23      |
| Швейцария (Schweizer Hitparade)          | 2       |
| Великобритания (Official Charts Company) | 1       |
| США Billboard Hot 100                    | 2       |
| США Adult Contemporary (Billboard)       | 23      |
| США Adult Pop Songs (Billboard)          | 9       |
| США Adult Top 40 (Billboard)             | 9       |
| США Digital Sales (Nielsen SoundScan)    | 1       |
| США Hot R&B/Hip-Hop Songs (Billboard)    | 2       |
| США Hot Ringtones (Billboard)            | 5       |
| США Mainstream Top 40 (Billboard)        | 1       |
| США Radio Songs (Billboard)              | 1       |
| Мир, IFPI                                | 1       |

| Чарт (2014)               | Позиция |
| ------------------------- | ------- |
| Канада (Canadian Hot 100) | 76      |
| США Billboard Hot 100     | 83      |

## Сертификации
| Регион | Сертификация  | Продажи   |
| --- | ------------- | --------- |
| Австралия (ARIA) | 9× Платиновый | 630 000^  |
| Австрия (IFPI Austria)                                                                                                   | Платиновый    | 30 000*   |
| Бельгия (BEA) | Платиновый    | 30 000*   |
| Канада (Music Canada) | 9× Платиновый | 720,000   |
| Дания (IFPI Danmark) | Платиновый    | 60,000^   |
| Франция (SNEP) | Бриллиантовый | 250,000*  |
| Германия (BVMI) | 2× Платиновый | 600 000^  |
| Италия (FIMI) | 4× Платиновый | 200,000   |
| Мексика (AMPROFON) | 3× Платиновый | 180 000*  |
| Новая Зеландия (RMNZ) | 5× Платиновый | 75 000*   |
| Норвегия (IFPI Norway)                                                                                                   | 2× Платиновый | 20 000*   |
| South Korea (Gaon Chart) Single version                                                                                  | —             | 86,552    |
| South Korea (Gaon Chart) Album version                                                                                   | —             | 101,293   |
| Испания (PROMUSICAE) | Золотой       | 20 000*   |
| Швеция (GLF) | 2× Платиновый | 80 000    |
| Швейцария (IFPI Switzerland)                                                                                             | 3× Платиновый | 90 000^   |
| Великобритания (BPI) | 4× Платиновый | 1,630,000 |
| США (RIAA) | 6× Платиновый | 7,380,000 |
| * Данные о продажах приведены только на основе сертификации. ^ Данные о тиражах приведены только на основе сертификации. |               |           |